# 郤錡
郤錡（？—前574年），姬姓，郤氏，名錡，又号驹伯，中国春秋時期晋国政治人物、将軍。郤克之子。与其族兄郤至、族叔郤犨号称「三郤」。

## 生平
前578年，他出使鲁国时，傲慢不敬鲁成公。赵武出仕，他对赵武说：“美哉！然而壯不若老者多矣。”他和族兄郤至、族叔郤犨号称「三郤」，贪鄙骄横，为诸侯所不喜。前575年，鄢陵之战之時，他担任上军将。前574年，他与晋厉公宠臣夷阳五争田，夷阳五、胥童向晋厉公建议诛杀三郤。郤錡听到风声，要攻击晋厉公，被郤至劝阻。十二月壬午，长鱼矫和清沸魋诛杀三郤，长鱼矫用戈杀死郤錡、郤犨，郤至逃到车上，也被杀死。